# Réfi Gábor
Réfi Gábor (Pécs, 1959. augusztus 5. –) magyar labdarúgó, középpályás, edző.

## Pályafutása
A Pécsi MSC csapatában kezdte a labdarúgást. Az élvonalban 1978. április 22-én mutatkozott be a Kaposvári Rákóczi ellen, ahol csapata 1–0-s vereséget szenvedett. Az 1978–79-es idényben a PVSK csapatában szerepelt, de következő idényre visszatért a PMSC együtteséhez, ahol 1986-ig játszott. Tagja volt az 1985–86-os idényben bajnoki ezüstérmet szerzett csapatnak. Az élvonalban összesen 111 mérkőzésen szerepelt és 17 gólt szerzett. 1986 őszén a Komlói Bányászhoz szerződött. 1989 nyarától az NSZK negyedik osztályában szereplő Regensburgba igazolt.
1994 nyarától Dárdai Pál pályaedzője lett a DDGáz SC-nél. A következő szezontól ugyanott vezetőedző volt. Az 1998–99-es idényben a Pécsi Mecsek FC vezetőedzője volt.
2011. július 1-től az MLSZ Baranyai társadalmi elnöke lett.

## Sikerei, díjai
- Magyar bajnokság
  - 2.: 1985–86